# Pseudoformicaleo barbatus
Pseudoformicaleo barbatus är en insektsart som beskrevs av Navás 1923. Pseudoformicaleo barbatus ingår i släktet Pseudoformicaleo och familjen myrlejonsländor. Inga underarter finns listade i Catalogue of Life.